# Пам'ятник Тарасові Шевченку (Рига)
Пам'ятник Тарасові Шевченку — монумент, споруджений на честь поета, прозаїка, художника та етнографа Тараса Григоровича Шевченка у столиці Латвії — Ризі. Автором монументу є скульптор Ігор Гречаник, дизайнер — Людмила Гречаник. Висота монументу 3,7 м, вага близько 2 т, матеріал — бронза.

## Історія
6 листопада 2015 року у рамках робочого візиту до Латвії прем'єрміністр України Арсеній Яценюк та голова латвійського уряду Лаймдота Страуюма відкрили у Ризі, в парку Кронвалда, пам'ятник Тарасові Шевченку, який зображує молодого Кобзаря у 23-річному віці. Образ молодого Кобзаря має символічний характер, оскільки приблизно в зображеному на монументі віці Тарас Шевченко подорожував, зокрема перебував у Ризі.
Скульптуру було передано у власність Ризької думи у 2015 р. Вартість монументу, взятого на баланс Ризької думи, становить близько 85 тис. євро. Основними жертводавцями виступили Микола Павлюк та Володимир Станько, які внесли 93 % коштів. Решта 7 % коштів була надана українськими та латвійськими підприємцями, окремими товариствами української громади Латвії, закордонними українцями, а також представниками інших національностей в індивідуальному порядку.
Перевезення пам'ятника з України до Латвії було здійснено за організаційної та фінансової підтримки Міністерства закордонних справ України, ДП «Генеральна дирекція з обслуговування іноземних представництв» (Україна) та Посольства України в Латвійській Республіці.
Підтримку у реалізації проекту спорудження пам'ятника Т.Шевченку в Ризі надали Анатолій Олійник, Євген Перебийніс, які очолювали Посольство України в Латвії в період встановлення пам'ятника, та представники української громади Латвії Тетяна Лазда і Марія Семенова.

## Актуальний стан
На сьогодні пам'ятник Т.Шевченку в парку Кронвалда в столиці Латвії є особливим місцем для усіх українців, які постійно мешкають або тимчасово перебувають в Латвії. Представники української діаспори регулярно влаштовують тут різного роду акції, флешмоби, читають вірші та вшановують символічні для України дати та події саме біля пам'ятника Кобзаря.
Покладання квітів до пам'ятника Т.Шевченку є традиційним елементом програми візитів до Латвії усіх делегацій України високого рівня.
Парк Кронвалда, в якому встановлено пам'ятник Т.Шевченку, є одним з улюблених місць відпочинку рижан та гостей міста.